# Форкре, Антуан
Антуа́н Форкре́ (фр. Antoine Forqueray; сентябрь 1672, Париж — 28 июня 1745, Мант-ла-Жоли, Ивелин) — французский композитор и крупнейший, наряду с Мареном Маре, гамбист эпохи.

## Биография
Один из семейства музыкантов, его отец играл на органе, сын Жан Батист стал гамбистом. В 1682 году Антуан выступил перед королём Людовиком XIV, в 1689 году был назначен его придворным музыкантом. До 1710 года выступал вместе с женой-клавесинисткой, нередко к ним присоединялся Робер де Визе. Вместе они не раз участвовали в праздничных концертах в замке герцогини дю Мен в Со. В 1730 году уединился в Мант-ла-Жоли.

## Наследие
Сочинения Антуана Форкре для виолы и переложения их для клавесина были в 1747 году опубликованы сыном Жан-Батистом. В 1999 году пять сюит Форкре для клавесина исполнил и записал Кристоф Руссе, в 2005 году ряд его сочинений исполнил и записал Густав Леонхардт, в 2008 году клавесинные переложения Форкре исполнила и записала французская клавесинистка Бландина Ранну.